# 法蘭西斯科·吉米尼亞尼
法蘭西斯科·吉米尼亞尼（義大利語：Francesco Saverio Geminiani，1687年12月5日—1762年9月17日）是義大利路加出身的巴洛克音樂作曲家、小提琴家、音樂理論家。代表作是『大協奏曲』。

## 作品一覽
- Concerti Grossi（大協奏曲），42曲
- Violin Sonata（小提琴奏鳴曲），12曲
- Cello Sonata（大提琴奏鳴曲），6曲

## 外部連結
- 吉米尼亞尼的免费乐谱，由国际乐谱典藏计划提供